# گرولدسهاوزن
گرولدسهاوزن (به آلمانی: Geroldshausen) یک شهر در آلمان است که در وورتسبورگ واقع شده‌است.